# Polystichum sarukurense
Polystichum sarukurense är en träjonväxtart som beskrevs av Shunsuke Serizawa.
Polystichum sarukurense ingår i släktet Polystichum och familjen Dryopteridaceae. Inga underarter finns listade i Catalogue of Life.